# Xucrut

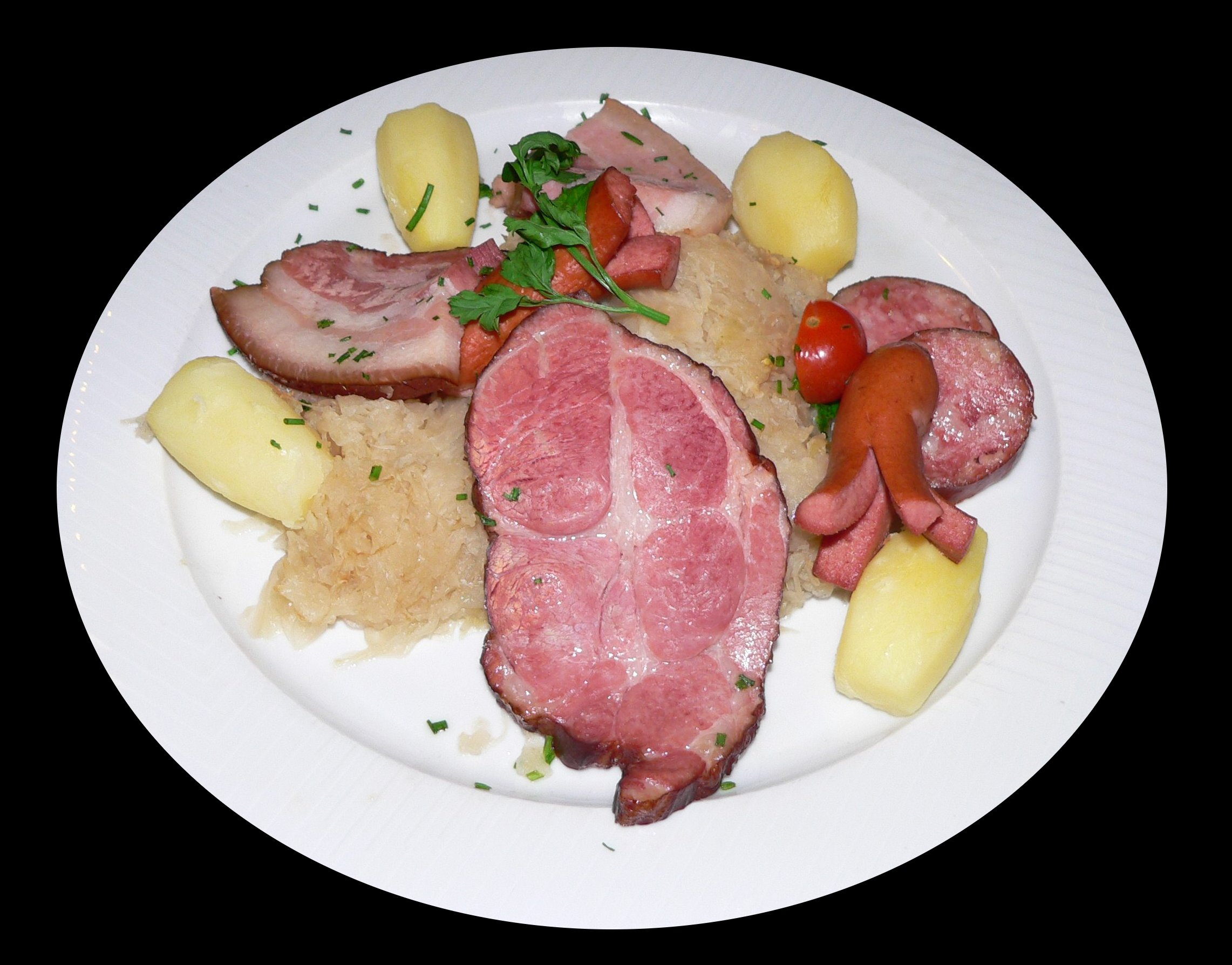
Un plat amb carn de porc, embotits i xucrut

La xucrut (del francès choucroute, i aquest de l'alemany Sauerkraut, "col agra", a través de l'alsacià sürkrüt) és un menjar típic de l'Alsàcia, d'Alemanya, d'Eslovàquia, d'Ucraïna, Rússia, Bielorússia i de Polònia que es prepara fent fermentar les fulles de la col en aigua amb sal (salmorra).
S'elabora mitjançant la fermentació làctica de les fulles fresques de la col (Brassica oleracea) finament tallades en filaments, fent ús de la sal marina, formant una salmorra natural amb els propis sucs de la verdura. El procés de fermentació de la col s'aconsegueix afavorint l'acció fermentativa dels bacteris acidòfils que metabolitzen anaeròbicament els sucres de la col produint àcid làctic com a metabòlit principal, el que és capaç de, no només de realçar el sabor, sinó que al mateix temps actua com un conservant natural que allarga el seu període de comestibilitat. S'empra culinàriament, en la majoria dels casos, com un acompanyament de diversos plats d'origen carni, com ara diversos embotits (salsitxes) i carns de porc generalment cuinades, podent-se servir a més com a ingredient en amanides, sandvitxos, estofats i sopes. La fermentació de la col se sol amanir a més amb algunes espècies, com ara l'anet, el pebre negre, el comí de prat o el ginebre, així com fulles de llorer proporcionant una aroma final més diversa i complexa.
El producte final sol ser una verdura processada, de textura lleugerament humida amb forma filada, que presenta un fort sabor àcid a causa del seu contingut entre un 1.7% a un 2.3% d'àcid làctic. El pH sol estar en el rang que va des 3.1 a 3.7 depenent de factors com el contingut de sal emprat en la seva elaboració, varietat de col emprada i característiques particulars desenvolupades durant el seu cultiu. El color final sol dependre de la varietat de col emprada, pot anar des del verd intens procedent de les cols verdes, un color groguenc, fins al violeta de les llombardes (col llombarda o col morada). Tot i considerar-se un producte tradicional, elaborat artesanalment a les llars, des de finals del segle XX es comercialitza gràcies a petites i mitjanes companyies envasadores, sent possible adquirir-lo en qualsevol dels supermercats d'Europa, generalment ja pasteuritzat. En rares ocasions es comercialitza el suc fermentat de la col, que en algunes ocasions és considerat un suplement dietètic o probiòtic.

## Història

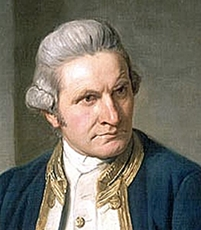
El Capità James Cook

Durant milers d'anys, els éssers humans han estat conservant els aliments mitjançant la seva pròpia fermentació. La col tallada fermentada en vi d'arròs era una dieta bàsica a la Xina 2000 anys enrere, sobretot entre els treballadors que estaven construint la Gran Muralla Xinesa. Quan es van establir els llaços comercials entre Xina i Europa a l'edat mitjana van haver-hi molts intercanvis d'aliments. D'aquesta manera, la gent que vivia en el que ara és Alemanya van rebre aquesta tradició de fermentar la col en un "Sancai" (recipient d'argila).
En el segle xvi, els pobles germànics van començar a assecar la col amb sal per extreure l'aigua del vegetal i fent fermentar la barreja, cosa que provocava que els sucres de la col es convertissin en àcid làctic, que servia de conservant. Avui en dia el procés utilitzat continua essent el mateix.
Una data important en la història de la xucrut va ser l'any 1775, quan el capità James Cook va ésser premiat amb la Medalla Copley pel seu treball d'observació i per arribar a la conclusió que la xucrut era un aliment eficient per prevenir l'escorbut, que en aquells temps era "la plaga del mar", i és que durant els llargs viatges i les expedicions marineres, l'escorbut solia causar nombroses morts entre les tripulacions dels vaixells. La malaltia solia aparèixer en esgotar-se la provisió d'aliments basada en verdures, i en estar diverses setmanes alimentant-se de carns curades.
Abans, James Lind, també fou un dels pioners de la medicina contra l'escorbut. Aquest era l'enemic de la marina, una manera horrible de morir: les genives sagnaven, queien les dents, les ferides ja cicatritzades tornaven a obrir-se i el teixit bucal es podria formant una halitosi espantosa. Era la causa més comuna de mort de tot aquell que embarcava i no tenia cap mena de distinció entre mariners i oficials.
Quan un capità planificava un llarg viatge llarg, sabia amb quasi total seguretat que la meitat de la tripulació acabaria amb escorbut. Aquest percentatge podia elevar-se, en algunes ocasions, fins al 80%. El gran problema és que no se sabia quina era la causa i al llarg del temps es va especular amb moltes raons per a la malaltia, com l'aire ofegat i pudent de les cabines, l'espessiment de la sang, el greix en les olles de les cuines o inclús la tristesa. I així com les possibles causes que es van estudiar semblen ridícules, els remeis que es van intentar aplicar tampoc es queden enrere: des de banys en sang animal fins a enterrar al mariner sota terra fins al cap.
Amb el temps i sobretot amb l'èxit inesperat d'algun tractament ocasional que va salvar la vida d'alguns mariners, la qüestió es va anar delimitant a poc a poc i la base d'observació i experimentació dels remeis es van anar orientant cap a la dieta, tot i que van sorgir tantes dietes miraculoses i productes "antiescorbútics" que es feia difícil saber quina era al correcta.

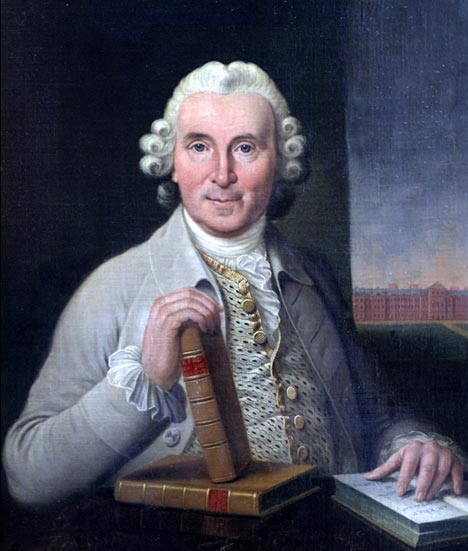
James Lind

És aquí quan entra en escena un aventurat escocès que responia al nom de James Lind i que, a mitjans del segle xviii, va exercir tasques mèdiques en el vaixell de la Royal Navy "Salisbury" en dos viatges curts (10 setmanes en aquella època era considerat un viatge curt) durant els anys 1746 i 1747. El primer d'aquests viatges el va horroritzar i en el segon es va omplir de glòria.
Diuen que la penicil·lina va sorgir dels malsons que Alexander Fleming tenia davant la visió de centenars i centenars de morts per infeccions als hospitals de campanya de la Primera Guerra Mundial... Doncs una cosa semblant li va passar a James Lind durant el seu breu període marí, ja que tan sols 80 mariners, dels 350 originals que el van acompanyar en l'HMS Salisbury, van tornar a port, la resta o morir o va haver de ser reemplaçat durant la travessia. Havia de fer alguna cosa, i se li va ocórrer el que avui en dia anomenaríem experimentació amb grups de control. La idea era simple, però brillant: Tractar conjuntament però amb diferents remeis diversos grups de mariners i anotar la seva evolució. Així, a alguns se'ls va tractar amb vinagre, a altres aigua de mar, altres amb taronges, llimones, etc. El resultat d'aquests últims es va provar com a eficaç i els mariners que van menjar cítrics es van recuperar millor i més ràpidament que la resta. Tot i això l'escocès no les tenia totes amb si mateix, ja que altres productes i verdures com la xucrut també van aconseguir apaivagar l'escorbut.
La casualitat, o simplement el fet de pertànyer a la mateixa armada, va fer que Lind acabés coneixent a James Cook.
Cook es disposava a salpar el 1768 cap al sud de l'oceà Pacífic amb la missió d'estudiar l'insòlit esdeveniment del trànsit de Venus que passaria l'any següent. Aleshores, i seguint les instruccions de Lind, Cook es va prendre molt seriosament la dieta dels seus mariners planificant un menú on hi havia la presència de suposats "antiescorbútics", entre els quals hi havia la xucrut. Però aquest tenia un gust horrorós i alguns mariners, després de tan sols unes setmanes menjant aquell espantós menjar avinagrat, es van rebel·lar i inclús dos d'ells es van negar a provar-ne més. Aquests van ser castigats amb 12 fuetades cada un per rebutjar la seva ració.
Tot i això, el càstig físic no era una cosa que li agradés a Cook, així que ideà un pla brillant per tal que la marineria seguís la dieta i, fins i tot, la demanés. L'endemà, Cook retirà la xucrut de la dieta dels mariners però el va deixar en el menú dels oficials. La resposta no es va fer esperar i també la podem llegir en les seves pròpies paraules: 
"Doncs tal era el caràcter i la manera de ser dels mariners en general que, en el moment en què van veure que els seus superiors el valoraven i a ells se'ls negava, de la nit al dia es va convertir en el producte més selecte del món i el seu inventor en l'home més honrat ... ".

## Procés d'elaboració
Per a la producció de xucrut, s'utilitza la col fresca rentada sense tractament previ (per no alterar bacteris propis de la verdura) i es tallen els capçals de la col de les fulles exteriors i es retira el seu nucli central, es tallen petits trossos (0,7- 2 mm d'espessor) per augmentar la superfície d'exposició, alliberant els carbohidrats o altres substàncies necessàries durant la fermentació. Llavors s'aplica la salmorra que es fa servir per facilitar l'eliminació osmòtica de l'aigua de la matèria primera, que serveix com a mitjà per a la millora de la microflora. La sal afegeix sabor i també ajuda a controlar el creixement de la microflora disminuint l'activitat de l'aigua. S'afegeix sal al 2% respecte al pes del sucre i es barreja bé i uniformement per assegurar la distribució homogènia. Després se sol pressionar per provocar l'extrusió de nutrients que contenen els sucs de plantes vegetals. Generalment se situa un pes sobre per mantenir la col submergida en salmorra durant la fermentació Quan la col triturada es pressiona, es submergeix en el sucre i la concentració d'oxigen disminueix en el recipient, el que suposa una reducció de les poblacions bacterianes aeròbiques dominants. Aquestes condicions anaeròbies, però, afavoreixen el creixement de les poblacions de LAB.
Per acabar, es produeix la fermentació que té dos grans processos:
Fase inicial: En principi s'involucra la generació de CO2 i calor degut a l'activitat respiratòria del coure en salmorra seguit d'un creixement d'una microbiota mixta on predominen els bacteris làctics que acidifiquen el medi i baixen el pH prou per a prevenir el desenvolupament de microorganismes patògens i alteradors (Pseudomonas, Flavobacterium, Acinetobacter, fongs, llevats oxidatius, etc.) El microorganisme predominant és Leuconostoc mesenteroides, el qual té un temps de generació més curt que altres LAB sobre temperatures de 18-20 ° C amb una taxa específica de creixement elevat (dura aproximadament de 7 a 10 dies) i suporta concentracions de NaCl de fins al 5%. També està present Lactobacillus brevis. Aquest estadi està caracteritzat per l'existència de fermentadors heterolàctics que produeixen: lactat àcid, etanol, acètic àcid, CO2, dextrà i mannitol. Aquestes substàncies són el que proporciona a la col l'aroma agradable que es pot detectar organolèpticament.
Fase final: la població de Leuconostoc mesenteroides disminueix dràsticament per l'àcid fòlic. Quan el contingut d'àcid augmenta un 0,7-1% i el pH disminueix per sota de 4.5, les espècies de Leuconostoc són substituïdes per una població homofermentadora més tolerant als àcids dominada principalment per Lactobacillus plantarum i Pediococcus cerevisiae. Consumeixen el mannitol i eliminen el sabor amarg, produeixen àcid làctic i baixen el pH (fins ≈ 3.2) La última fase dura al voltant de 3 a 5 setmanes i la concentració final d'àcid làctic és d'aproximadament del 2,5 - 3%.
La successió correcta d'aquestes poblacions bacterianes durant la fermentació és essencial per obtenir la xucrut amb bona qualitat sensorial. Al final del procés de fermentació, la xucrut conté aproximadament 1% d'àcid acètic i més del 2% d'àcid làctic. Mentre que Lactobacillus plantarum és conegut com un productor d'àcid ràpid i important per a una ràpida i profunda acidificació per a la seguretat del producte, Leuconostoc mesenteroides és conegut per ser molt important per al desenvolupament del sabor del producte vegetal fermentat.
Dins del procés d'elaboració de xucrut de bona qualitat es troben dos punts crítics; el salat i la temperatura òptima. L'addició de sal és necessària per al desenvolupament de condicions anaeròbies durant la fermentació i per inhibir el creixement de microorganismes i l'activitat dels enzims pectinolítics endògens, responsables de l'estovament de la col. La concentració de sal afegida afecta els metabòlits com ara àcid làctic, àcid acètic, diòxid de carboni, etanol, peròxid d'hidrogen, bacteriocines i pèptids antimicrobians, que suprimeixen sinèrgicament la supervivència i el creixement de patògens. Molt poca sal ajudarà a créixer els microbis i una major addició de sal inhibirà el creixement de Leuconostoc mesenteroides heterofermentatiu. També provoca el creixement dels llevats tolerants a la sal com Rhodotorula sp.
Per altra banda, la temperatura ha d'oscil·lar entre els 18 i 23 ° C. Si s'incrementa per sobre de 30 ° C es mostra el mateix efecte que la alta addició de sal. Al mateix temps molt poca sal i baixes temperatures promouen el creixement de bacteris gramnegatius, i els seus enzims pectinolítics suavitzen la xucrut.
El procés ha de ser controlat en condicions higièniques apropiades amb l'objectiu d'evitar la contaminació d'altres microorganismes que modifiquen el procés fermentatiu posterior.
Després de la fermentació, la xucrut s'envasa en llaunes de metall o flascons de vidre, i es consumeix com a producte fresc o es pasteuritza per prolongar la seva vida útil. En els processos industrials del producte final es realitza una pasteurització, el que introdueix una mortalitat en la colònia de bacteris. Generalment es fa la pasteurització a temperatures d'entre 74 i 82 °C durant sis minuts. En aquells casos en què no es realitzi pasteurització, se sol afegir-benzoat sòdic (0.1% en pes) o metabisulfit de potassi per tal d'actuar com a conservants.

## Propietats nutricionals
La col fermentada o xucrut és un aliment molt ric en vitamines A, B1, B2 i C. L'elevat contingut de vitamina C prové de la pròpia col fresca, la qual no es perd amb la fermentació, per aquest motiu, i pel seu gran temps de conservació, és considerat al nord d'Europa com una font principal de vitamines. La vitamina C és un antioxidant fonamental en l'eliminació de radicals lliures permetent així el creixement cel·lular, a més prevé malalties com l'escorbut i disminueix significativament la durada dels refredats comuns. D'altra banda, les vitamines B1 i B2 augmenten amb la fermentació. Aquestes vitamines són molt importants pel sistema nerviós, ja que intervenen en els processos d'aprenentatge i memòria.
L'àcid làctic que conté la xucrut millora la utilització de calci, fòsfor i ferro del cos i, a més a més, facilita l'adsorció d'aquest últim i de vitamina D. A part d'això, els aliments fermentats contenen lactasa que permet la degradació de lactosa en galactosa, monosacàrid essencial en el desenvolupament cerebral dels infants. D'altra banda s'ha observat en la col fermentada un alt contingut d'histamina, cosa que pot incrementar el risc de patir reaccions al·lèrgiques.
S'ha observat que els bacteris de l'àcid làctic presents en aliments fermentats com la xucrut, són un dels principals microorganismes probiòtics, essencials en la regeneració de la flora intestinal. Estudis han demostrat que el consum d'aliments rics en LAB (acid lactic bacteria), on s'inclouen els gèneres Lactobacillus, Leuconostoc i Streptococcus, aporten beneficis front a malalties com la síndrome de l'intestí irritable, símptomes com la diarrea i el restrenyiment i infeccions urinàries o Candida.
Entre els possibles efectes perjudicials del consum de col àcida fermentada, es troba l'augment d'ingesta de sal, cosa que pot ocasionar problemes en persones amb hipertensió arterial.

## Usos culinaris

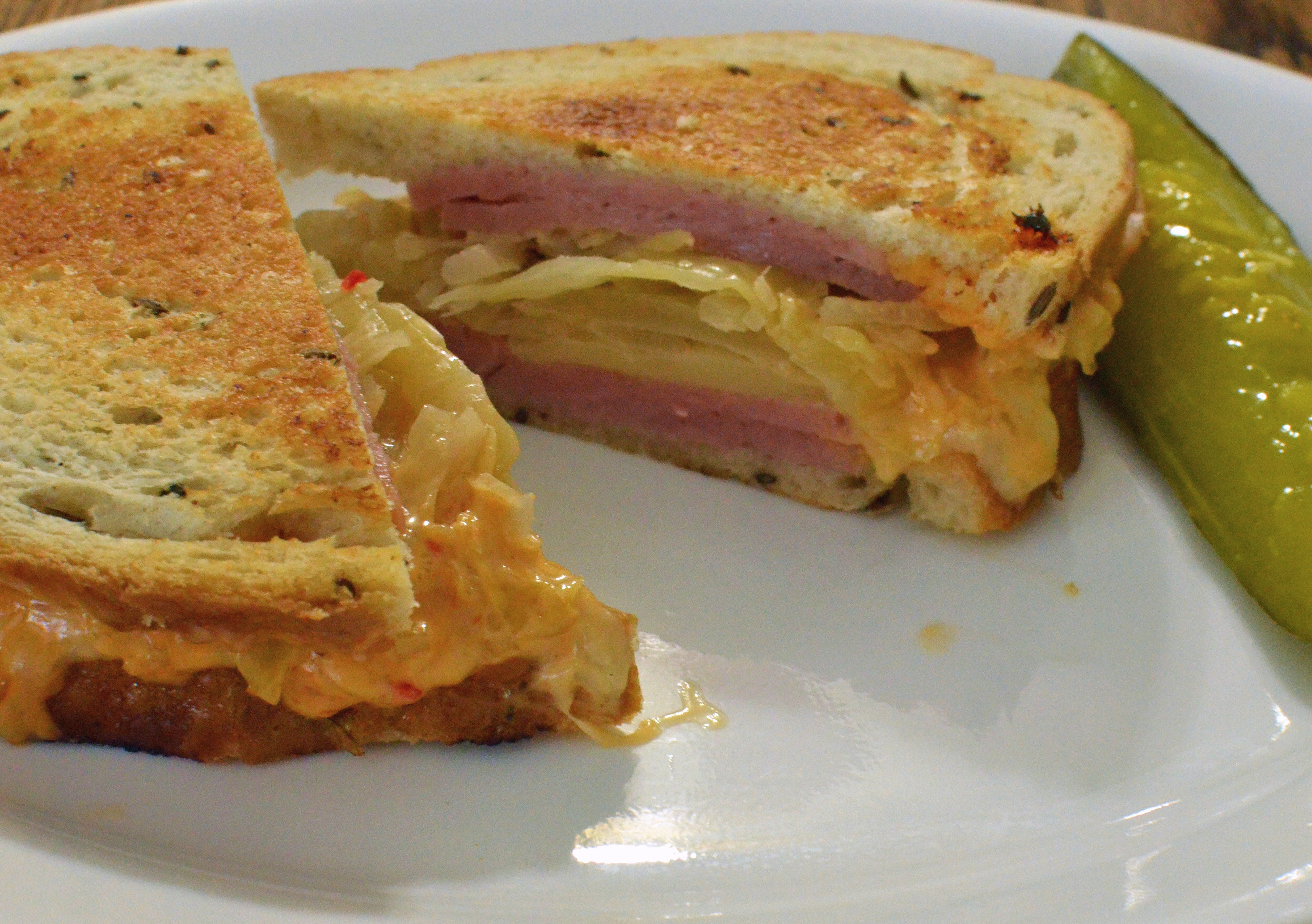
Reuben, xucrut sense processar en un sandvitx

Generalment, la xucrut s'utilitza com a guarnició de diversos plats, especialment acompanyant plats d'origen carni, com seria el porc. L'ús de xucrut com acompanyant de porc, és probablement l'ús culinari més extés en els països centre-europeus destacant com a guarnició de salsitxes, o preparacions de carn de porc típics de la cuina Alemanya com el càsseler i Schlachtschüssel.
La xucrut pot utilitzar-se també sense processar, és a dir servit directament de l'envàs, formant part d'amanides, sandvitxos (com el Reuben). O pot utilitzar-se en l'elaboració de plats com els estofats (com el Szedinger Gulasch típic d'Hongria) o les sopes (com el Shchi típic de la cuina russa).
A Amèrica també s'utilitza xucrut, principalment a Xile, on és un component bàsic en la cuina del país.

## Xucrut com a probiòtic
La xucrut conté una gran varietat de probiòtics, fins i tot en més quantitat que un suplement.
- Weissella species
- Lactobacillus plantarum
- Leuconostoc mesenteroides
- Lactobacillus curvatus
- Leuconostoc fallax
- Lactobacillus sakei
- Leuconostoc citreum
- Lactobacillus paraplantarum
- Leuconostoc argentinum
- Lactobacillus coryniformis
- Pediococcus pentosaceus
- Lactobacillus brevis
- Lactococcus lactis subsp lactis

Cada envàs de xucrut conté una composició de probiòtics diferents, per tant a més quantitat que ingereixes major serà la diversitat probiòtica del teu organisme.

## Altres preparacions similars
- Kimchi, menjar típic coreà.
- Tsukemono, menjar típic japonès.
- Quefir